# Laulne
Laulne est une commune française, située dans le département de la Manche en région Normandie, peuplée de 185 habitants.

## Géographie

### Localisation
| Vesly | Le Plessis-Lastelle     | Le Plessis-Lastelle     |
| Vesly | Laulne                  | Gorges                  |
| Vesly | Saint-Patrice-de-Claids | Saint-Patrice-de-Claids |

### Hydrographie
La commune est située dans le bassin Seine-Normandie. Elle est drainée par la rivière de Claids, le cours d'eau 01 de Claitre, le cours d'eau 01 de Roquefort, le cours d'eau 02 de la commune de Saint-Jores, le cours d'eau 06 de la Forge, le cours d'eau 13 du Château et un autre petit cours d'eau,.
La rivière de Claids, d'une longueur de 10 km, prend sa source dans le nord de la commune de Vesly, s'écoule vers le sud puis s'oriente vers l'ouest et se jette dans l'Ay à Millières face à la commune de Lessay.

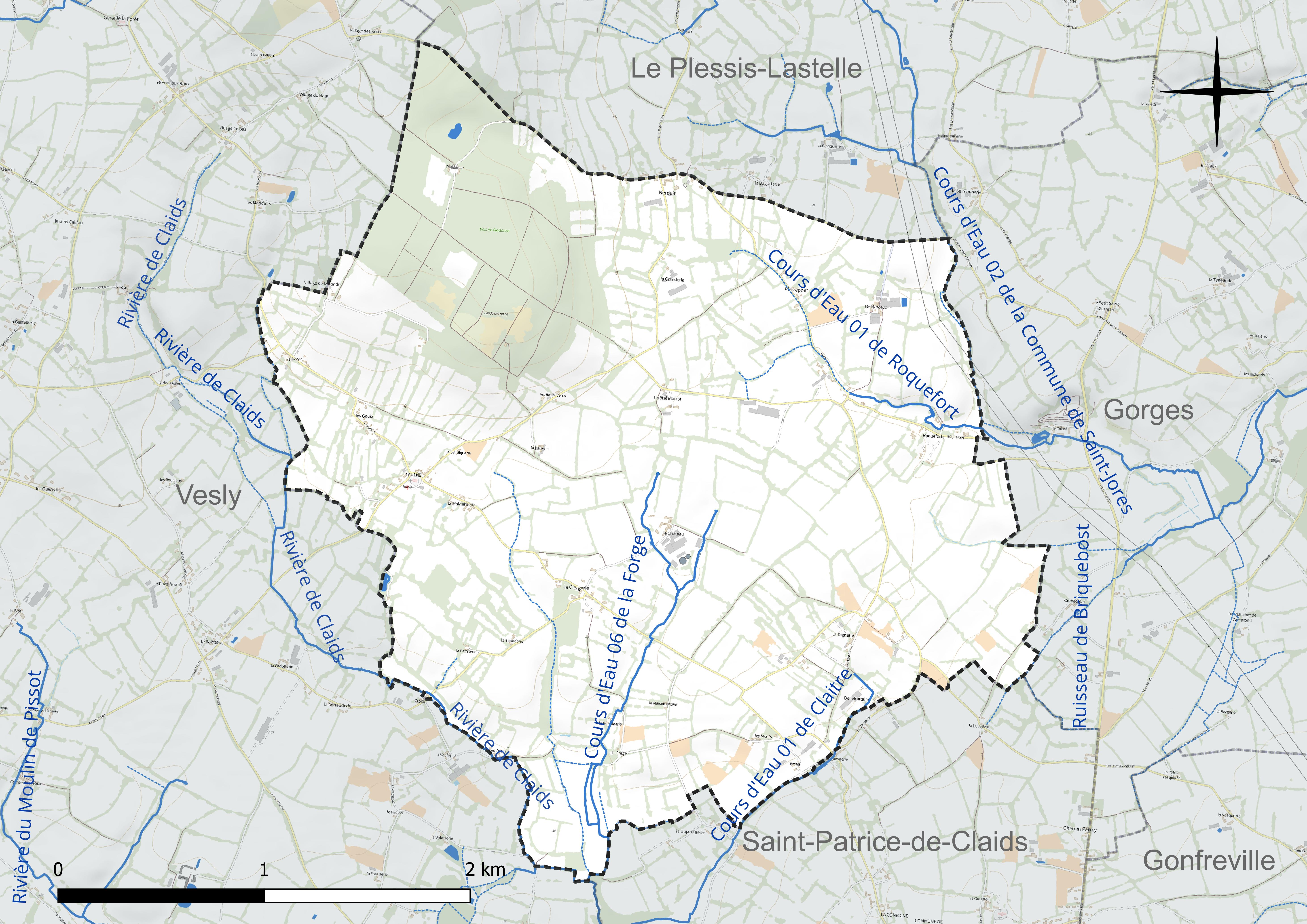
Réseau hydrographique de Laulne.

### Climat
Pour des articles plus généraux, voir Climat de la Normandie et Climat de la Manche.
En 2010, le climat de la commune est de type climat océanique franc, selon une étude du CNRS s'appuyant sur une série de données couvrant la période 1971-2000. En 2020, Météo-France publie une typologie des climats de la France métropolitaine dans laquelle la commune est exposée à un climat océanique et est dans la région climatique  Normandie (Cotentin, Orne), caractérisée par une pluviométrie relativement élevée (850 mm/a) et un été frais (15,5 °C) et venté. Parallèlement le GIEC normand, un groupe régional d’experts sur le climat, différencie quant à lui, dans une étude de 2020, trois grands types de climats pour la région Normandie, nuancés à une échelle plus fine par les facteurs géographiques locaux. La commune est, selon ce zonage, exposée à un « climat maritime », correspondant au Cotentin et à l'ouest du département de la Manche, frais, humide et pluvieux, où les contrastes pluviométrique et thermique sont parfois très prononcés en quelques kilomètres quand le relief est marqué.
Pour la période 1971-2000, la température annuelle moyenne est de 11 °C, avec une amplitude thermique annuelle de 11,3 °C. Le cumul annuel moyen de précipitations est de 964 mm, avec 14 jours de précipitations en janvier et 7,6 jours en juillet. Pour la période 1991-2020, la température moyenne annuelle observée sur la station météorologique la plus proche, située sur la commune de Gouville-sur-Mer à 19 km à vol d'oiseau, est de 12,2 °C et le cumul annuel moyen de précipitations est de 844,8 mm,. Pour l'avenir, les paramètres climatiques de la commune estimés pour 2050 selon différents scénarios d’émission de gaz à effet de serre sont consultables sur un site dédié publié par Météo-France en novembre 2022.

## Urbanisme

### Typologie
Au 1er janvier 2024, Laulne est catégorisée commune rurale à habitat très dispersé, selon la nouvelle grille communale de densité à sept niveaux définie par l'Insee en 2022.
Elle est située hors unité urbaine.
Par ailleurs la commune fait partie de l'aire d'attraction de Lessay, dont elle est une commune de la couronne,. Cette aire, qui regroupe quatre communes, est catégorisée dans les aires de moins de 50 000 habitants,.

### Occupation des sols
L'occupation des sols de la commune, telle qu'elle ressort de la base de données européenne d’occupation biophysique des sols Corine Land Cover (CLC), est marquée par l'importance des territoires agricoles (90,9 % en 2018), une proportion identique à celle de 1990 (90,9 %).
La répartition détaillée en 2018 est la suivante : zones agricoles hétérogènes (58,8 %), terres arables (17,8 %), prairies (14,4 %), forêts (9,1 %).

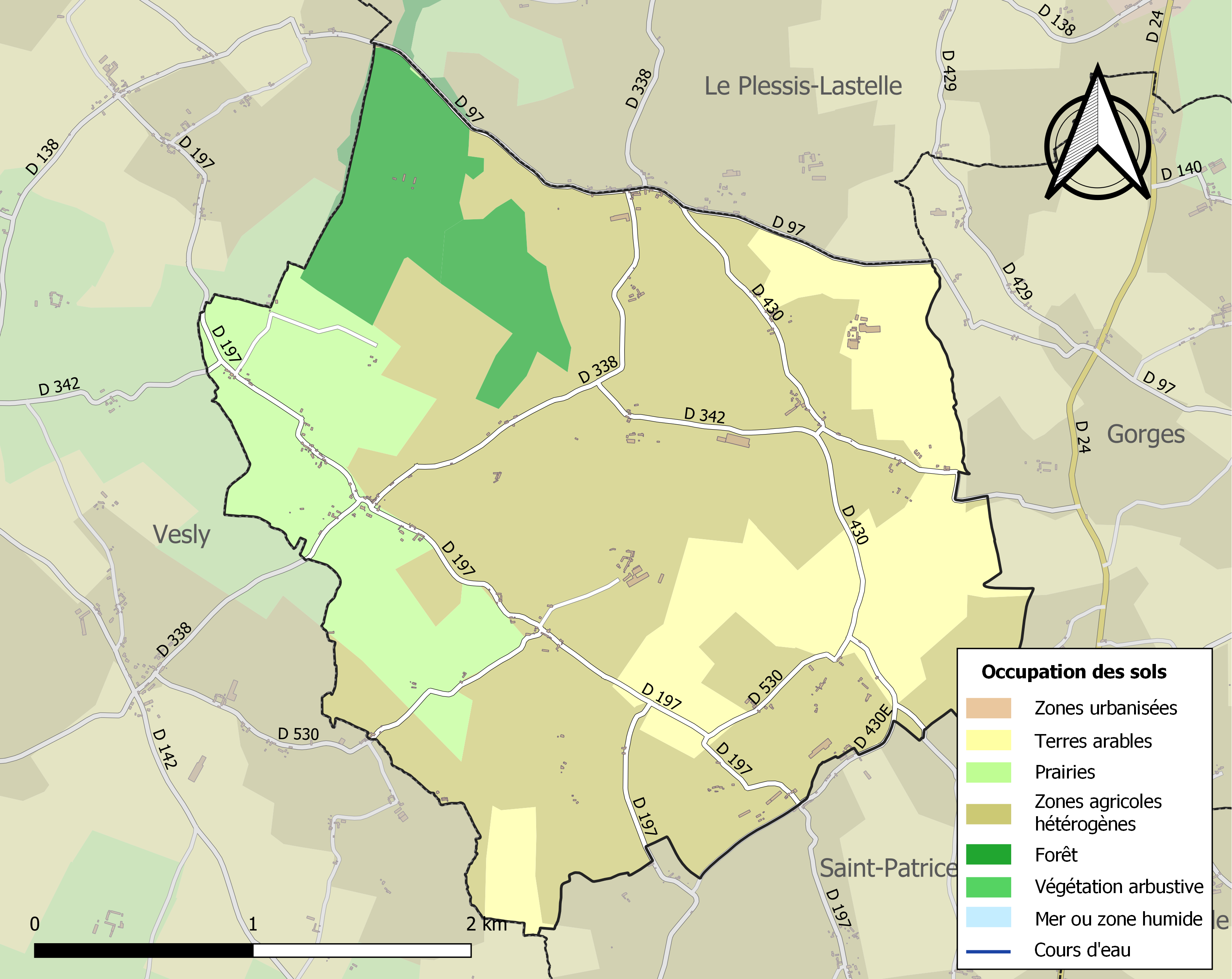
Carte des infrastructures et de l'occupation des sols de la commune en 2018 (CLC).

L'évolution de l’occupation des sols de la commune et de ses infrastructures peut être observée sur les différentes représentations cartographiques du territoire : la carte de Cassini (XVIIIe siècle), la carte d'état-major (1820-1866) et les cartes ou photos aériennes de l'IGN pour la période actuelle (1950 à aujourd'hui).

## Toponymie
Le nom de la localité est attesté sous les formes Alnum vers 1210, Augna en 1222.
Le nom de Laulne a pour origine les mots latins alna ou alnus, qui rappelle la présence sur ce site d'aulnes, arbres qui poussent en zones très humides. On retrouve ce toponyme dans le Calvados avec un suffixe de présence Aunay, et dans la Seine-Maritime Malaunay.
Le gentilé est Laulnerons.

## Histoire

### Antiquité
C'est probablement sur le territoire de la commune qu'en 56 av. J.-C. séjournèrent les troupes de Sabinus, lieutenant de César, venu combattre les Unelles de Viridovix rassemblés à Lithaire. Des vestiges ont permis de reconstituer le camp.

### Moyen Âge
Un Guillaume de l'Aulne accompagna Guillaume le Conquérant en 1066 à la conquête de l'Angleterre.
Au XIe siècle, la seigneurie de Laulne appartient à la famille de Bricqueville. Au XIIe siècle, la paroisse relevait de l'honneur de La Haye. Guillaume de Bricqueville, seigneur de Laulne accompagna le duc de Normandie, Robert Courteheuse à la Première croisade.
Dans le livre des fiefs de Philippe Auguste rédigé entre 1204 et 1212, il est dit que le fief de Laune [sic], avec celui de Villebaudon et de Beaucoudray, doit le service au château de Moyon.

### Temps modernes
En 1683, Jean-François-Paul de Rassent, chevalier, seigneur, patron, baron et chastelain de Laulne, rend aveu du fief de Laulne.
En 1766, Jacques Turgot achète la terre, seigneurie et marquisat de Laulne. Charles-François Lebrun de Plaisance , 3e consul, architrésorier d'Empire, l'acquiert en 1807. Son petit-fils Jules Lebrun de Plaisance, député de Coutances de 1846 à 1848, offre au musée de Saint-Lô une tenture, composée de huit tapisseries, sur le thème des Amours de Gombault et Macée, qui se trouvait au château de Laulne.

## Politique et administration
| Période                                  | Période   | Identité        | Étiquette | Qualité     |
| ---------------------------------------- | --------- | --------------- | --------- | ----------- |
| 1971                                     | mars 2001 | Pierre Dujardin |           |             |
| mars 2001                                | mars 2008 | Odile Giard     | SE        |             |
| mars 2008                                | En cours  | Denis Pépin     | SE        | Agriculteur |
| Les données manquantes sont à compléter. |           |                 |           |             |

Le conseil municipal est composé de onze membres dont le maire et deux adjoints.

## Démographie
L'évolution du nombre d'habitants est connue à travers les recensements de la population effectués dans la commune depuis 1793. Pour les communes de moins de 10 000 habitants, une enquête de recensement portant sur toute la population est réalisée tous les cinq ans, les populations de référence des années intermédiaires étant quant à elles estimées par interpolation ou extrapolation. Pour la commune, le premier recensement exhaustif entrant dans le cadre du nouveau dispositif a été réalisé en 2006.
En 2022, la commune comptait 185 habitants, en stagnation par rapport à 2016 (Manche : −0,31 %, France hors Mayotte : +2,11 %).
Laulne a compté jusqu'à 905 habitants en 1806. Elle est avec Saint-Patrice-de-Claids l'une des deux communes les moins peuplées du canton de Lessay.
| 1793 | 1800 | 1806 | 1821 | 1831 | 1836 | 1841 | 1846 | 1851 |
| ---- | ---- | ---- | ---- | ---- | ---- | ---- | ---- | ---- |
| 835  | 828  | 905  | 829  | 714  | 715  | 720  | 654  | 604  |

| 1856 | 1861 | 1866 | 1872 | 1876 | 1881 | 1886 | 1891 | 1896 |
| ---- | ---- | ---- | ---- | ---- | ---- | ---- | ---- | ---- |
| 590  | 547  | 545  | 505  | 516  | 511  | 478  | 483  | 417  |

| 1901 | 1906 | 1911 | 1921 | 1926 | 1931 | 1936 | 1946 | 1954 |
| ---- | ---- | ---- | ---- | ---- | ---- | ---- | ---- | ---- |
| 393  | 383  | 340  | 296  | 287  | 289  | 271  | 273  | 250  |

| 1962 | 1968 | 1975 | 1982 | 1990 | 1999 | 2006 | 2011 | 2016 |
| ---- | ---- | ---- | ---- | ---- | ---- | ---- | ---- | ---- |
| 277  | 235  | 200  | 211  | 198  | 183  | 154  | 157  | 185  |

| 2021 | 2022 | - | - | - | - | - | - | - |
| ---- | ---- | - | - | - | - | - | - | - |
| 189  | 185  | - | - | - | - | - | - | - |

## Culture locale et patrimoine

### Lieux et monuments
- Église Saint-Cyr-et-Sainte-Julitte avec la tour placée à côté de la nef. D'origine XIe et XIIe siècles, elle est reconstruite de 1955 à 1957 par les architectes Lusley et Rose. En 2004 elle a reçu le label Patrimoine du XXe siècle. L'église abrite les statues de saint Gilles et sa biche du XVe, saint Cyr et sainte Julitte du XVIIIe, sainte Thérèse d'Avila du XVIIe et une verrière du XXe.

Guillaume de Bricqueville et son fils Thomas donnèrent, en 1105, l'église à l'abbaye de Lessay.
- If funéraire du cimetière.
- Lavoir.

Pour mémoire
- Moulin à vent des Castillons, détruit en 1915 à la suite d'un incendie.
- Château de Laulne bâti par les seigneurs de Bricqueville. Acheté par Turgot en 1766 puis par le Prince Lebrun en 1807, il a été démoli en 1885 avec sa chapelle[25]. Une tapisserie dans le château fut citée dans l'Avare de Molière[37].

### Personnalités liées à la commune
- Anne Robert Jacques Turgot (1727-1791), qui acquiert en 1766 le château de Laulne.
- Charles-François Lebrun (1739-1824), qui acquiert en 1807 le château de Laulne.
- Michel Binard (1742-1792), prêtre né à Laulne, professeur au collège de Navarre à Paris, ayant refusé de prêter serment sera arrêté et assassiné au séminaire Saint-Firmin le 2 septembre 1792. Il sera béatifié le 17 octobre 1926[25].